# Джон Мортімор (футболіст)
Джон Мортімор (англ. John Mortimore, 23 вересня 1934, Фарнборо, Гемпшир, Англія — 26 січня 2021) — англійський футболіст, що грав на позиції захисника. По завершенні ігрової кар'єри — тренер.
Володар Кубка англійської ліги. Дворазовий чемпіон Португалії (як тренер).

## Ігрова кар'єра
У дорослому футболі дебютував 1956 року виступами за команду клубу «Челсі», в якій провів дев'ять сезонів, взявши участь у 249 матчах чемпіонату. Більшість часу, проведеного у складі «Челсі», був основним гравцем захисту команди. За цей час виборов титул володаря Кубка англійської ліги.
Завершив професійну ігрову кар'єру у клубі «КПР», за команду якого виступав протягом 1965—1966 років.

## Кар'єра тренера
Розпочав тренерську кар'єру, повернувшись до футболу після невеликої перерви, 1971 року, очоливши тренерський штаб клубу «Етнікос» (Пірей).
1973 року став головним тренером команди «Портсмут», тренував клуб з Портсмута два роки.
Згодом протягом 1976—1979 років очолював тренерський штаб лісабонської «Бенфіки».
1985 року знову прийняв пропозицію попрацювати у «Бенфіці». Залишив лісабонський клуб 1987 року.
Протягом 2 років, починаючи з 1987, був головним тренером команди «Реал Бетіс».
Протягом тренерської кар'єри також очолював команду клубу «Белененсеш».
Наразі останнім місцем тренерської роботи був клуб «Саутгемптон», головним тренером команди якого Мортімор був з 1993 по 1994 рік.

## Досягнення

### Як гравця
- Володар Кубка англійської ліги:

«Челсі»: 1965

### Як тренера
- Чемпіон Португалії:

«Бенфіка»: 1977, 1987
- Володар Кубка Португалії:

«Бенфіка»: 1986, 1987
- Володар Суперкубка Португалії:

«Бенфіка»: 1985